# Kibaale (plaats)
Kibaale is de hoofdplaats van het district Kibaale in het westen van Oeganda.
Kibaale telde in 2002 bij de volkstelling 4822 inwoners.